# Лютиброд
Лютиброд (болг. Лютиброд) — село в Болгарии. Находится в Врачанской области, входит в общину Мездра. Население составляет 392 человека.

## Политическая ситуация
В местном кметстве Лютиброд, в состав которого входит Лютиброд, должность кмета (старосты) исполняет Иван Коцев Коцев (независимый) по результатам выборов правления кметства.
Кмет (мэр) общины Мездра — Иван Аспарухов Цанов (независимый) по результатам выборов в правление общины.